# Луб'янська сільська рада (Васильківський район)
| Луб'янська сільська рада — орган місцевого самоврядування у Васильківському районі Київської області з адміністративним центром у с. Луб'янка. Історична дата утворення: в 1986 році. Сільській раді підпорядковані населені пункти: - с. Луб'янка |

## Склад ради
Рада складається з 12 депутатів та голови.

### Керівний склад ради
| ПІБ                           | Основні відомості                                                                      | Дата обрання | Дата звільнення |
| ----------------------------- | -------------------------------------------------------------------------------------- | ------------ | --------------- |
| Юшківська Олена Володимирівна | Сільський голова, 1971 року народження, освіта, Всеукраїнське об'єднання 'Батьківщина' | 26.03.2006   | 31.10.2010      |
| Юшковська Олена Володимирівна | Сільський голова, 1971 року народження, освіта середня спеціальна, позапартійна        | 31.10.2010   |                 |

Примітка: таблиця складена за даними джерела